# Wolfgang Gotte
Wolfgang Gotte (* 3. Januar 1929 in Radeberg; † 13. März 2002 in Berlin) war ein deutscher Geologe.

## Leben
Er war der Sohn eines Verwaltungsangestellten und Enkel eines Braumeisters der Radeberger Exportbierbrauerei. Nach der Volksschule besuchte er von 1939 bis 1947 die Oberschule Radeberg. Bereits hier wurde durch einen seiner Lehrer, den „Ständigen wissenschaftlichen Lehrer“ und Konrektor Theodor Arldt, sein Interesse an Geologie und Montanwesen gefördert, das durch seinen Großvater Robert Gotte, einen Bergmann in Brand-Erbisdorf, geweckt worden war. Nachdem er 1948 erfolgreich das Abitur abgelegt hatte, absolvierte er ein Bergbaupraktikum im Schacht Marie in Beendorf, einem überregional bekannten Kaliunternehmen. Zum 100-jährigen Schachtjubiläum 1997 beteiligte sich Wolfgang Gotte mit einem Beitrag über das Abteufen dieses Schachtes in der Festschrift.
Im Jahr 1949 wechselte Wolfgang Gotte zur Geologie und studierte bis 1954 an der Humboldt-Universität zu Berlin. Zu seinen wissenschaftlichen Lehrern zählten u. a. Hans Stille, Serge von Bubnoff und Fritz Deubel.
Als Diplom-Geologe ging Wolfgang Gotte nach Sachsen zurück, wo er zunächst im Geologischen Dienst eine Stelle erhielt. Als Erkundungsgeologe arbeitete er im Revier Brand. Anschließend wurde er Chefgeologe im VEB Geologische Erkundung Süd in Freiberg im Erzgebirge.
1967 promovierte er an der Bergakademie Freiberg mit der Dissertation Lithologie und Tektonik als Faktoren der Bildung, Erkundung und Bewertung von Lagerstätten, dargestellt an einigen Beispielen aus dem sächsischen Erzgebirge (ungedruckt).
Von 1967 bis 1974 arbeitete Wolfgang Gotte als Stellvertretender Staatssekretär und von 1974 bis 1983 als Staatssekretär für Geologie im Ministerium für Geologie der DDR. 1979 wurde er Ehrenmitglied der Gesellschaft für Geologogische Wissenschaften der DDR. 1981 erhielt Gotte eine Honorarprofessur für Erkundungsgeologie an der Bergakademie Freiberg. 1983 schied er aus dem Ministerium aus und wurde Direktor des Zentralen Geologischen Instituts in Berlin. Danach arbeitete er von 1986 bis 1990 für dieses Institut als Berater, bis es im Zuge der deutschen Wiedervereinigung aufgelöst wurde.
Nach schwerer Krankheit starb er im Alter von 73 Jahren am 13. März 2002. Beigesetzt wurde er seinem Wunsch gemäß auf dem Friedhof seines Geburtsortes Radeberg.

## Verdienste
Gotte war maßgeblich an der Entwicklung der geologogischen Forschungs- und Erkundungsarbeiten in der DDR beteiligt, die die Erweiterung der Rohstoffbasis und Verbesserung der Energieversorgung in der DDR zum Ziel hatten. Durch die Kombination von geologogischen, geophysikalischen und geochemischen Forschungen wurde der Südteil der DDR zu einem der geologisch am besten untersuchten Gebiete Europas.
Zur Erkundung von Lagerstätten in Zentral- und Südostasien sowie in Ostafrika verfasste Gotte mehrere Arbeiten. Er verfasste über 50 wissenschaftliche Veröffentlichungen sowie über 150 unveröffentlichte geologische Berichte und Gutachten.